# Наталі Руні
Наталі Руні (англ. Natalie Rooney; нар. 1 червня 1988, Тімару, Нова Зеландія) — новозеландська спортсменка, стрілець, срібна призерка Олімпійських ігор 2016 року.

## Виступи на Олімпіадах
| Олімпіада           | Дисципліна | Місце |
| ------------------- | ---------- | ----- |
| Ріо-де-Жанейро 2016 | трап       | 2     |